# Grapefruit
Grapefruit, někdy zkráceně grep (botanicky Citrus ×paradisi, resp. Citrus ×aurantium), je subtropická dřevina pěstovaná pro své citrusové plody stejného názvu. Kodifikovaná česká výslovnost je [grejpfrút] nebo [grejpfrut] podle anglické výslovnosti, poměrně častá je i výslovnost [grepfrujt], kterou příručky nezaznamenávají (ani jako nesprávnou).

## Historie
Grapefruit byl poprvé objeven na ostrově Barbados v Karibském moři, odkud byl odvezen do Ameriky. Jedná se o křížence jamajské odrůdy pomeranče (Citrus sinensis) a indonéského pomela (C. maxima). Grep se pak pěstoval jako okrasná rostlina, jako ovoce je však populární až od 19. století. Dnes známe čtyři barevné formy: bílý, žlutý, růžový a červený.

## Popis
Grapefruity obvykle rostou do výšky 5–6 metrů, vzácně až 13–15 m. Listy jsou tmavě zelené, dlouhé až 150 mm, úzké a neopadávají. Květy mají 5 okvětních lístků a jsou velké asi 5 cm. Plod – grapefruit – má žlutou slupku (exokarp) a v průměru má 10–15 cm. Vnitřní dužina je dělená na oddíly, její barva je proměnlivá, od bílé a růžové až k červené. Liší se i sladkostí. Grapefruitový strom ročně rodí až 700 kusů grepu. Pěstuje se v Brazílii, Izraeli, Texasu, Kalifornii, na Floridě nebo i v Turecku a ve Španělsku.

## Vliv na zdraví
Grapefruit obsahuje vysoké množství vitamínu C, B1 a K, samotný plod je napěchován blahodárně působícími přírodními flavonoidy. Grep zvyšuje obranyschopnost organismu, zlepšuje krevní oběh, snižuje hladinu cholesterolu v krvi a jeho častá konzumace snižuje riziko rakoviny plic a žaludku.[zdroj?]
Hořká chuť grapefruitu svádí k použití cukru, ale toto spojení není příliš vhodné, protože grapefruit s cukrem v žaludku kvasí.[zdroj?]

## Interakce s léky
Kombinace některých léků s grapefruitem může vést k závažným nežádoucím účinkům. Nežádoucí účinky jsou různé a závisí na typu preparátu. Například lék proti vysokému krevnímu tlaku felodipin může při kombinaci s grepy vést k příliš velkému snížení tlaku krve. Nežádoucí účinky může mít grapefruitová šťáva také v kombinaci s některými léky proti rakovině, imunosupresivy, antidepresivy, s léky užívanými při vředové nemoci žaludku nebo při onemocněních prostaty.
Za tyto účinky jsou zodpovědné v grepu obsažené furanokumariny bergamotin a 6',7'-dihydroxybergamotin, které inhibují cytochromy P450 (zejména CYP3A4) zodpovědné za odbourávání xenobiotik (tj. také léčiv).

## Průměrný obsah látek a minerálů

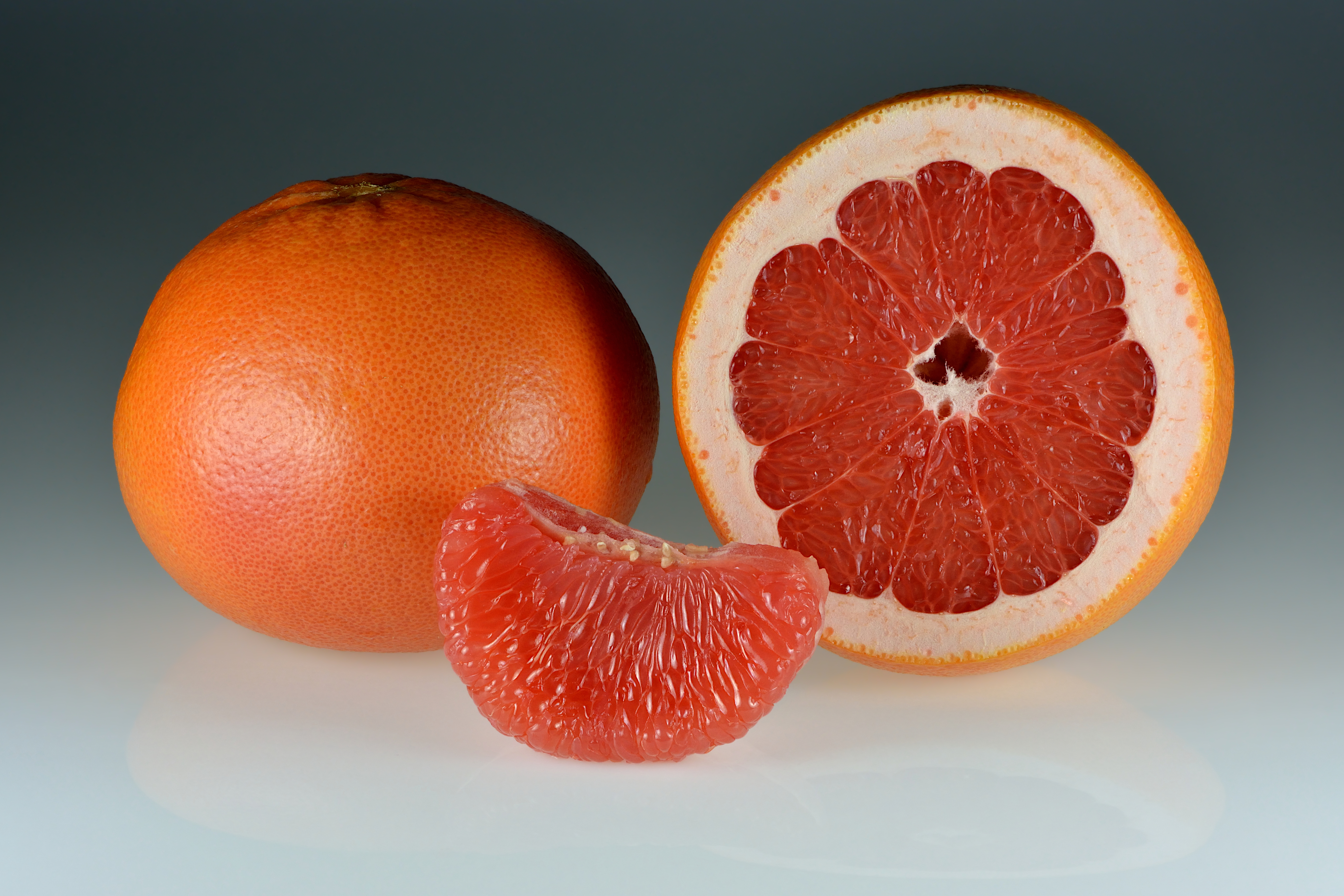

Tabulka udává dlouhodobě průměrný obsah živin, prvků, vitamínů a dalších nutričních parametrů zjištěných v čerstvých plodech grapefruitu.
| Složka          | Jednotka | Průměrný obsah | Prvek | Průměrný obsah (mg/100 g) | Složka      | Průměrný obsah (mg/100g) |
| --------------- | -------- | -------------- | ----- | ------------------------- | ----------- | ------------------------ |
| voda            | g/100 g  | 89,0           | Na    | 3                         | vitamin C   | 36                       |
| bílkoviny       | g/100 g  | 0,8            | K     | 200                       | vitamin D   | 0                        |
| tuky            | g/100 g  | 0,1            | Ca    | 23                        | vitamin E   | 0,19                     |
| cukry           | g/100 g  | 6,8            | Mg    | 9                         | vitamin B6  | 0,03                     |
| celkový dusík   | g/100 g  | 0,13           | P     | 20                        | vitamin B12 | 0                        |
| vláknina        | g/100 g  | 1,3            | Fe    | 0,1                       | karoten     | 0,017                    |
| mastné kyseliny | g/100 g  | stopy          | Cu    | 0,02                      | thiamin     | 0,05                     |
| cholesterol     | g/100 g  | 0              | Zn    | stopy                     | riboflavin  | 0,02                     |
| energie         | kJ/100 g | 126            | Mn    | stopy                     | niacin      | 0,3                      |